# Liste der Kommissare von Nunavut

Abzeichen des Kommissars von Nunavut

Flagge des Kommissars von Nunavut

Diese Liste führt die Kommissare (engl. commissioners) des kanadischen Territoriums Nunavut seit der Gründung im Jahr 1999 auf. Ein Kommissar übt ähnliche Funktionen aus wie die Vizegouverneure der Provinzen (hauptsächlich repräsentativer Art). Er wird jedoch nicht vom Generalgouverneur ernannt, sondern von der Bundesregierung.
| Kommissar                          | Amtszeit         |
| ---------------------------------- | ---------------- |
| Helen Mamayaok Maksagak            | 1999–2000        |
| Peter Irniq                        | 2000–2005        |
| Ann Meekitjuk Hanson               | 2005–2010        |
| Edna Elias                         | 2010–2015        |
| Nellie Kusugak                     | 2015 – 2020      |
| Rebekah Williams (Stellvertretend) | 2020 – 2021      |
| Eva Aariak                         | 2021 – amtierend |